# مرگ اقتصاد
مرگ اقتصاد (به انگلیسی: The Death of Economics)، کتابی نوشته پل اورمرود است. به گفته اورمرد، این عنوان به این معنا نیست که مطالعه اقتصادها از اهمیت زیادی برخوردار نیست، بلکه استدلال می‌کند که اقتصاد متعارف دیدگاهی گمراه‌کننده از نحوه عملکرد جهان و نیاز به جایگزینی ارائه می‌دهد.

## بررسی اجمالی
کتاب به دو بخش تقسیم شده‌است. بخش اول شامل ارزیابی اورمرود از وضعیت کنونی اقتصاد است. بخش دوم مجموعه‌ای از پیشنهادها را در مورد چگونگی توسعه اقتصاد، به‌ویژه در رابطه با بی‌کاری، نشان می‌دهد.
سه ویژگی برای هر مدلی که به‌دنبال توضیح بی‌کاری است، ضروری است. ابتدا مدل باید بتواند در دوره‌های طولانی نوسان‌های منظم قرار گیرد. دوم، چنین نوسان‌های باید به مقادیر اولیه سیستم حساس باشد. ثالثاً، پس از یک شوک بزرگ، نباید تمایلی به بازگشت به رفتار منظم قبلی وجود داشته باشد.
مرگ اقتصاد که در ابتدا در سال ۱۹۹۴ برای بریتانیا منتشر شد، به بیش از ۱۰ زبان ترجمه شده‌است.